# 59e Rue
La 59e Rue (59th Street en anglais) est l'un des principaux axes de circulation de New York. 

## Situation et accès
Cette voie de Manhattan, fait la liaison entre York Avenue à l'est et West Side Highway à l'ouest.
La 59e Rue présente une double particularité : tout d'abord elle est l'une des rares rues du plan hippodamien de la ville à pouvoir être prise dans les deux directions est-ouest et ouest-est. D'autre part, elle constitue une rue charnière de Manhattan dans la mesure où elle délimite le sud de Central Park, assurant ainsi la séparation entre Midtown et l'Upper East Side et l'Upper West Side. En outre, elle est située dans le prolongement direct du Pont de Queensboro (parfois nommé pour cette raison 59th street Bridge) qui relie Manhattan au Queens.

## Origine du nom
La 59e Rue, tire son nom tout simplement de sa position dans le plan en damier de Manhattan établi en 1811. 
Le chiffre « 59 » indique sa position dans la grille est-ouest, entre la 58e et la 60e Rue.

## Historique
La 59e rue a été créée dans le Commissioners' Plan de 1811.
La construction de Central Park dans les années 1860 et 1870 a a vu naître des hôtels et résidences de luxe au fil des décennies et d'autres institutions haut de gamme jusqu'au début du 20e siècle. 

## Bâtiments remarquables et lieux de mémoire
Plusieurs lieux notables de la ville y sont par ailleurs situés, parmi lesquels on retrouve le Plaza Hotel, le Time Warner Center la Trump International Hotel and Tower ou encore le grand magasin Bloomingdale's, situé au croisement avec Lexington Avenue.